# Ryan Pressly
Thomas Ryan Pressly (Dallas, Texas, 15 de diciembre de 1988), más conocido como Ryan Pressly, es un jugador profesional estadounidense de béisbol que se desempeña en la posición de lanzador en Houston Astros, equipo de las Grandes Ligas de Béisbol (MLB). Logró obtener el premio Segundo Equipo All-MLB.

## Carrera
Pressly jugó como profesional seis temporadas en Minnesota Twins (2013-2018), después pasó a Houston Astros, donde lleva jugando siete temporadas.

## Premios
En 2022, fue galardonado con el premio Segundo Equipo All-MLB.